# Đêm trắng (kịch)
Đêm trắng là một vở kịch nói (và thỉnh thoảng là kịch chèo) do tác giả Lưu Quang Hà khởi thảo năm 1969 tại Hà Nội.

## Lịch sử
Theo hồi tưởng của tác giả Lưu Quang Hà, thượng tuần tháng 09 năm 1969, sự ra đi của chủ tịch Hồ Chí Minh là một cảm hứng tuy buồn nhưng như sự động viên giới văn nghệ phải sáng tác nhiều thêm quanh hình tượng được coi là thiêng liêng này. Ông quyết định dựa vào một sự kiện có thật nào đó trong thời kháng Pháp để đặt nhân vật Hồ chủ tịch vào vị trí trung tâm: Đó là vị trí của đạo đức, tình ái hữu và cả sự nghiêm minh của pháp luật.
Sau một vài cân nhắc, tác giả quyết định khai thác sự kiện Trần Dụ Châu diễn ra đúng tháng 09 năm 1950 tại ATK Thái Nguyên, mà mục đích khởi thảo chỉ là nêu bật hình tượng Hồ Chí Minh ở khía cạnh "cần kiệm liêm chính, chí công vô tư". Nguồn tư liệu chủ yếu là loạt phóng sự điều tra 6 kì do kí giả Hồng Hà đăng trên báo Cứu Quốc từ ngày 20 tháng 09 năm 1950. Tuy nhiên, ở thời điểm thập niên 1960, khi toàn miền Bắc đang sục sôi tổng động viên sức người sức của cho chiến đấu và chiến thắng, việc đề cập đến những khuyết điểm (nhất là tham nhũng, cửa quyền) trong bộ máy chính quyền cầm chắc không được cơ quan văn nghệ nào dám đăng.
Vì thế, qua rất nhiều lần sửa thủ bản, mãi tới năm 1980 - khi cơ chế kiểm duyệt đã nới lỏng - kịch tác gia Lưu Quang Hà mới đem công bố trên phương tiện sách, và sau đó là sân khấu. Tác phẩm ngay sau đó gây cháy vé tại các cụm rạp lớn nhất thủ đô Hà Nội và được nhiều đoàn văn nghệ địa phương xin chuyển thể sang nhiều hình thức khác, gồm cả nhạc kịch truyền thống (chèo, tuồng, cải lương, bài chòi...). Đêm trắng cũng trở thành cảm hứng để kịch tác gia Lưu Quang Vũ sáng tác Tôi và chúng ta cùng nhiều kịch phẩm đề tài chống tham nhũng chống quan liêu cửa quyền khác nữa.

### Nội dung
- Chương 1:

Đội hành quyết áp tải phạm nhân Hoàng Trọng Vinh ra pháp trường, tháo băng bịt mắt. Xa xa có người vợ đứng thổn thức. Y chợt nhớ lại những tháng ngày ăn chơi phè phỡn vừa qua như gió thoảng.
- Chương 2:

Từ một kế toán viên bậc trung thời Pháp, Hoàng Trọng Vinh leo dần lên cục trưởng Quân Nhu. Tuy đã theo đoàn quân kháng chiến lên Việt Bắc, nhưng y chưa bỏ được những thói quen hưởng lạc của giới tư sản thành thị. Từ chỗ chỉ bòn mót chút gạo chút đường của đồng bào ủng hộ kháng chiến, y tập hợp quanh mình một đám đàn em sẵn sàng cung phụng y, thậm chí lẻn về Hà Nội đem xa xỉ phẩm lên thỏa mãn thú ăn chơi ngay giữa núi rừng hoang vu.
Việc nếu chỉ đến thế thì không thành tội to, nhưng khi cậu em Hoàng Trọng Dũng ở tiền tuyến về than phiền là lính thiếu áo rét và cơm ăn, quanh năm toàn nhai sắn cầm hơi, mới vỡ lẽ Hoàng Trọng Vinh sắp cưới vợ bé, bỏ mặc người vợ lam lũ ở quê nhà. Để chuẩn bị cho tiệc cưới cô thư kí xinh đẹp trẻ trung Thu Phương, Vinh sai lính bí mật về Hà thành đem hoa Ngọc Hà, đĩa pha lê Tiệp và champagne lên tiếp tế, thậm chí rước cả một nữ ca sĩ Hà Nội về góp vui.
Khi tiệc cưới đang tưng bừng, một thực khách bỗng bước ra đọc đôi câu thơ biếm trích cay độc, hắt ly rượu vào mặt Hoàng Trọng Vinh rồi bỏ về. Toàn bộ diễn biến sự việc được đệ trình lên chủ tịch Hồ Chí Minh, nên ông quyết định "vi hành" một phen. Sau nhiều lần cân nhắc, ông quyết định đề nghị viện kiểm sát tạm giam Hoàng Trọng Vinh.
Bè đảng Hoàng Trọng Vinh bị bắt gần hết, ả vợ hờ Thu Phương bèn cuỗm hết quỹ quân nhu trốn về Hà Nội, mưu sinh bằng nghề ca sĩ phòng trà. Trong một lần đi hát về khuya, ả bị hai người áo đen bắt. Một trong hai người chính là Hoàng Trọng Dũng, anh ép ả mở két sắt trả số tiền ăn cắp, chẳng ngờ Thu Phương gọi điện cho cảnh sát. Hiến binh thấy động bèn túa ra truy bắt cả hai. Rốt cuộc Hoàng Trọng Dũng bị bắn tử thương ngoài bến sông Hồng, còn người đồng chí chạy thoát về chiến khu cùng số tiền quỹ.
Ngay sau đó, tòa án nhân dân được triệu tập, tiến hành hạch tội rồi ra quyết định tước quân tịch và xử tử phạm nhân Hoàng Trọng Vinh.
- Chương 3:

Trước khi loạt súng tiễn biệt vang lừng, Hoàng Trọng Vinh hướng về vợ thốt những lời ăn năn hối cải.

### Nhân vật
- Hoàng Trọng Vinh: Đại tá, cục trưởng Quân Nhu
- Hoàng Trọng Dũng: Em trai Hoàng Trọng Vinh, trung đội trưởng quân chính quy
- Thu Phương: Thư kí riêng kiêm bồ nhí của Hoàng Trọng Vinh
- Đàn: Đầu bếp riêng của Hoàng Trọng Vinh
- Hiền: Vợ Hoàng Trọng Vinh
- Trần Minh: Cục phó Quân Nhu
- Thuận: Anh lính con nhà tư sản, người duy nhất lên tiếng trước bất công ở đơn vị
- Quốc Lập: Cử nhân Luật khoa Đông Dương, bồi thẩm viên xét xử Hoàng Trọng Vinh
- Anh lính coi tù: Không rõ tên, bị điếc vì sốt rét ác tính, lúc nào cũng trùm chăn
- Lục Sơn Hải: Du đãng, vốn là trẻ mồ côi được Hoàng Trọng Vinh nuôi làm vệ sĩ
- Hồ chủ tịch: Nhân vật xuất hiện ít nhất nhưng có vai trò cởi nút thắt

## Văn hóa
Kịch phẩm Đêm trắng thường được giới phê bình coi là "tiếng súng đầu lòng" của sân khấu Việt Nam hiện đại về đề tài chống tiêu cực xã hội. Tác phẩm là sự khéo kết hợp của thủ pháp văn nghệ truyền thống từ lối dựng cảnh cho đến đài từ diễn viên, nhưng cài thêm yếu tố trinh thám rất thịnh hành trong văn nghệ thế giới thập niên 1970. Trong tác phẩm còn cả chút hơi thở lãng mạn rớt lại của Tự Lực văn đoàn hay các trứ tác Nguyễn Huy Tưởng.
Hình tượng đại tá Hoàng Trọng Vinh tuy được mặc định phản diện từ đầu chí cuối cốt kịch nhưng lại là con người hào hoa phong nhã, biết say mê và hưởng thụ cái đẹp, đối xử với cấp dưới bằng bản tính phong lưu chứ không quát nạt bao giờ. Đây cũng là chất xúc tác khiến lớp diễn thành công, cho nên vai Hoàng Trọng Vinh thường được giao cho các kịch sĩ có kinh nghiệm diễn xuất đặc biệt cao.
Trong thời hoàng kim của sân khấu Việt Nam, khán giả tới rạp thường chỉ để tò mò coi ai đóng vai Hoàng Trọng Vinh và Hồ chủ tịch, bởi đây là hai vị trí khó nhất khi tuyển lựa diễn viên, đòi hỏi người đảm trách phải lành nghề.

## Liên kết
1. ↑  Xem Đêm trắng, nghĩ về niềm tin của nhân dân
2. ↑  Tiếng nói trực diện chống tham nhũng
3. ↑  Hành trình 40 năm Đêm trắng
4. ↑  Quyết định về việc phê duyệt Danh mục sản phẩm nghệ thuật đặt hàng năm 2020 của Nhà Hát Kịch Việt Nam[liên kết hỏng]
5. ↑  Chống tham nhũng cùng Đêm trắng
6. ↑  Sôi động và giàu cảm xúc
7. ↑  Những chuyện thú vị phía sau Đêm trắng

### Tư liệu
- Đêm trắng sau 15 năm trở lại
- Dựng lại Đêm trắng trong âm hưởng mới
- Đêm trắng - Vở kịch Kịch Việt Nam khởi công phục dựng
- Công diễn vở kịch Đêm trắng tại Nhà hát Lớn Hà Nội
- Công diễn vở Đêm trắng với lối diễn hiện đại